# Bruce Murray (12e duc d'Atholl)
Pour les articles homonymes, voir Bruce Murray.
Bruce George Ronald Murray, 12e duc d'Atholl (né le 6 avril 1960), est un noble de la pairie d'Écosse, chef du clan Murray.

## Biographie
Il est le fils de John Murray (1929-2012) et de Margaret Leach.